# منتخب تركمانستان لكرة القدم
منتخب تركمانستان لكرة القدم (بالتركمانية: Türkmenistanyň milli futbol ýygyndysy)‏ هو الفريق الوطني لكرة القدم لجمهورية تركمانستان ويديره الاتحاد التركماني لكرة القدم. الملعب الرسمي للفريق هو الملعب الأولمبي الذي يقع في العاصمة عشق آباد ويتسع لحوالي 30,000 متفرج. بعد أن نالت تركمانستان استقلالها من الاتحاد السوفييتي لعب المنتخب أولى مبارياته أمام كازاخستان يوم 1 يونيو 1992.
سبق للمنتخب أن تأهل لكأس الأمم الآسيوية لكرة القدم 2004 و2019، لكنه لم يتجاوز مرحلة المجموعات. أما على صعيد كأس العالم لكرة القدم فلم يسبق للفريق التأهل للبطولة.

## وصلات خارجية
- قائمة بيانات المنتخب من الموقع الرسمي للفيفا باللغة العربية